# Renegades of Funk
Renegades of Funk – drugi singel amerykańskiej grupy Rage Against the Machine z albumu 
Renegades wydany w 2002. Piosenka jest coverem duetu Afrika Bambaataa i Soulsonic Force.

## Lista utworów
1. "Renegades of Funk [Radio edit]"
2. "Renegades of Funk [Album Version]"